# Serrat de Borrec
El Serrat de Borrec és una serra situada al municipi d'Àger a la comarca de la Noguera, amb una elevació màxima de 860 metres.